# Plasa Bălți, județul Bălți
Plasa Bălți a fost o unitate administrativă din cadrul județul Bălți, ținutul Prut. Reședință de plasă era orașul Bălți. Plasa a fost organizată în 1938, din contul satelor din fosta plasă Slobozia-Bălți și a existat până în 1940, când Basarabia a fost anexată de Uniunea Sovietică. În anul anul 1941 plasa Bălți a fost restabilită cuprinzând și satele de plasa Sângerei, după eliberarea Basarabiei de ocupația sovietică și a existat până în 1944, când sovieticii au reanexat Basarabia. 

## Demografie
Componența etnică în 1941
     Români (79,6%)
     Ucraineni (16,6%)
     Ruși (2,8%)
     Polonezi (0,5%)
     Alte etnii (0,5%)
Conform datelor recensământului din 1941 populația plășii era de 93.931 de locuitori, dintre care 74.805 români, 15.573 ucraineni, 2.662 ruși, 483 polonezi, 93 germani, 77 evrei, 6 bulgari, 3 găgăuzi și alții - 229 persoane.

## Lista localităților în 1938-1940
Lista satelor din plasa Bălți în anul 1938:
1. Alexandreni·Târg
2. Biliceni
3. Cămăreni
4. Cubolta
5. Cuza-Vodă
6. Dobrogea-Noui
7. Elisaveta
8. Funduri Vechi
9. Funduri Noui
10. Grinăuți
11. Hăsnășănii Mari
12. Hăsnășănii-Noui
13. Heciu-Noui
14. Heciu-Vechi
15. Hiliuții-Noui
16. Ion-Brătianu
17. Mărăndeni
18. Moara-de-Piatră
19. Natalia
20. Pălăria
21. Pârliții-de-Sus
22. Pelinia
23. Pravila-de-Sus
24. Reuțel
25. Sferdiac
26. Singureni
27. Sofia
28. Strâmba
29. Strâmba Nouă
30. Sturzești
31. Ștefănești
32. Țambola
33. Țepeni
34. Țiplești (com. Heciu-Vechi)
35. Țiplești (com. Alexandreni-Târg)

## Lista localităților în 1941-1944
Buletinul provinciei Basarabiei indică numărul de 80 sate în 1942.

### Reședință
Reședința plășii era municipiul Bălți, cu o populație de 18.236 oameni în anul 1941, incluzând localitățile Bălții-Noui, Pământeni, Slobozia-Bălți, Slobozia-Nouă, Soroca-Nouă, Soroca-Veche, Teioasa, care făceau parte integrantă din oraș, ca suburbii.

### Comune rurale
| Comună                                                           | Localități              | Locuitori, 1941               | Amplasarea actuală |
| ---------------------------------------------------------------- | ----------------------- | ----------------------------- | ------------------ |
| Alexandreni-Tg.                                                  |                         |                               |                    |
| Alexandreni-Târg                                                 | 2.434                   | Alexăndreni, Sîngerei         |                    |
| Elisabeta                                                        | 1.601                   | Elizaveta, Bălți              |                    |
| Grigorești                                                       | 221                     | Grigorești, Sîngerei          |                    |
| Heciu-Noui                                                       | 1.426                   | Heciul Nou, Sîngerei          |                    |
| Heciu-Vechi                                                      | 1.264                   | Heciul Vechi, Sîngerei        |                    |
| Tiplițești                                                       | 818                     | Țipletești, Sîngerei          |                    |
| Țiplești                                                         | 963                     | Țiplești, Sîngerei            |                    |
| Biliceni                                                         |                         |                               |                    |
| Biliceni                                                         | 2.213                   | Bilicenii Vechi, Sîngerei     |                    |
| Bilicenii-Noui                                                   | 438                     | Bilicenii Noi, Sîngerei       |                    |
| Coada Iazului                                                    | 730                     | Coada Iazului, Sîngerei       |                    |
| Lipovanca                                                        | 472                     | Lipovanca, Sîngerei           |                    |
| Mândreștii-Noui                                                  | 572                     | Mîndreștii Noi, Sîngerei      |                    |
| Sinădeni                                                         | 517                     | Pervomaisc, Fălești           |                    |
| Chișcăreni                                                       |                         |                               |                    |
| Chișcăreni                                                       | 3.626                   | Chișcăreni, Sîngerei          |                    |
| Elena Lazu                                                       | 54                      | Desființat                    |                    |
| Nicoleanca                                                       | 929                     | Nicolaevca, Sîngerei          |                    |
| Slobozia-Chișcăreni                                              | 1.612                   | Slobozia-Chișcăreni, Sîngerei |                    |
| Teura-Nouă                                                       | 419                     | Tăura Nouă, Sîngerei          |                    |
| Teura-Veche                                                      | 869                     | Tăura Veche, Sîngerei         |                    |
| Copăceni                                                         |                         |                               |                    |
| Alacai                                                           | 173                     | Desființat                    |                    |
| Antoneni                                                         | 177                     | Antonovca, Sîngerei           |                    |
| Copăceni                                                         | 1.676                   | Copăceni, Sîngerei            |                    |
| Eugenia                                                          | 180                     | Evghenievca, Sîngerei         |                    |
| Gavrilești                                                       | 261                     | Gavrilovca, Sîngerei          |                    |
| Grigorieni                                                       | 520                     | Grigorăuca, Sîngerei          |                    |
| Ion Creangă                                                      | 641                     | Petropavlovca, Sîngerei       |                    |
| Mihăilești                                                       | 755                     | Mihailovca, Sîngerei          |                    |
| Petrești                                                         | 223                     | Petrovca, Sîngerei            |                    |
| Vladimirești                                                     | 273                     | Vladimireuca, Sîngerei        |                    |
| Cubolta                                                          |                         |                               |                    |
| Cubolta                                                          | 2.123                   | Cubolta, Sîngerei             |                    |
| Dobrogea-Nouă                                                    | 798                     | Dobrogea Nouă, Sîngerei       |                    |
| Ion Brătianu                                                     | 324                     | Cotovca, Sîngerei             |                    |
| Moara de Piatră                                                  | 1.566                   | Moara de Piatră, Drochia      |                    |
| Ștefănești                                                       | 838                     | inclus în Moara de Piatră     |                    |
| Drăgănești                                                       |                         |                               |                    |
| Alexandria                                                       | 491                     | Alexeevca, Florești           |                    |
| Cotiugeni-Mici                                                   | 814                     | Cotiujenii Mici, Sîngerei     |                    |
| Drăgănești                                                       | 2.306                   | Drăgănești, Sîngerei          |                    |
| Gura Oituz                                                       | 300                     | Gura-Oituz, Sîngerei          |                    |
| Nicolina                                                         | 1.614                   | Nicolaevca, Florești          |                    |
| Săcăreni                                                         | 395                     | Sacarovca, Sîngerei           |                    |
| Sârbești                                                         | 382                     | Sîrbești, Florești            |                    |
| Valea Rădoaiei                                                   | 340                     | Valea Rădoaiei, Florești      |                    |
| Funduri                                                          |                         |                               |                    |
| Funduri-Noui                                                     | 621                     | Fundurii Noi, Glodeni         |                    |
| Funduri-Vechi                                                    | 1.506                   | Fundurii Vechi, Glodeni       |                    |
| Ion Duca                                                         |                         |                               |                    |
| Bălășești                                                        | 1.016                   | Bălășești, Sîngerei           |                    |
| Frățeștii de Jos                                                 | -                       | inclus în Bălășești           |                    |
| Frățeștii de Sus                                                 | -                       | inclus în Bălășești           |                    |
| Ion Duca (incl. Pepeni, Clișcăuți, Pepenii-Noui, Slobzia-Pepeni) | 2.947                   | Pepeni, Sîngerei              |                    |
| Prepelița                                                        | 1.928                   | Prepelița, Sîngerei           |                    |
| Răzălăi                                                          | 400                     | Răzălăi, Sîngerei             |                    |
| Slăveanca                                                        | 495                     | Sloveanca, Sîngerei           |                    |
| Pelenia                                                          |                         |                               |                    |
| Hăsnășeni-Noui                                                   | 797                     | Hăsnășenii Noi, Drochia       |                    |
| Pelenia                                                          | 5.693                   | Pelinia, Drochia              |                    |
| Pelenia Nouă                                                     | 219                     | inclus în Pelinia             |                    |
| Pravila de Sus                                                   |                         |                               |                    |
| Cămăreni                                                         | 420                     | Comarovca, Fălești            |                    |
| Ivănești                                                         | 127                     | Ivanovca, Fălești             |                    |
| Natalia                                                          | 489                     | Natalievca, Fălești           |                    |
| Pălăria                                                          | 359                     | Pălăria, Sîngerei             |                    |
| Pravila de Sus                                                   | 931                     | Popovca, Fălești              |                    |
| Țambula                                                          | 614                     | Țambula, Sîngerei             |                    |
| Țepeni                                                           | 370                     | Țapoc, Fălești                |                    |
| Rădoaia                                                          |                         |                               |                    |
| Chirileni                                                        | 302                     | Chirileni, Sîngerei           |                    |
| Marinești                                                        | 251                     | Mărinești, Sîngerei           |                    |
| Rădoaia                                                          | 2.542                   | Rădoaia, Sîngerei             |                    |
| Sângerei-Noui                                                    | 2.0.30                  | Sîngereii Noi, Sîngerei       |                    |
| Trifănești-Noui                                                  | 291                     | Trifănești, Sîngerei          |                    |
| Răuțel                                                           |                         |                               |                    |
| Hiliuți-Noui                                                     | 1.150                   | Hiliuți                       |                    |
| Mărăndeni                                                        | 2.555                   | Mărăndeni, Fălești            |                    |
| Pârliți de Sus (incl. Varșava)                                   | 2.175                   | Pîrlița, Fălești              |                    |
| Răuțel (incl. Moldova)                                           | 1.303                   | Răuțel, Fălești               |                    |
| Sângerei                                                         |                         |                               |                    |
| Sângerei (incl. Bruma)                                           | 4.541                   | Sîngerei                      |                    |
| Vrănești-Noui                                                    | 425                     | Vrănești, Sîngerei            |                    |
| Sofia                                                            |                         |                               |                    |
| Cuza Vodă                                                        | 497                     | Lazo, Drochia                 |                    |
| Hăsnășeni-Mari                                                   | 2.229                   | Hăsnășenii Mari, Drochia      |                    |
| Sofia                                                            | 5.075                   | Sofia, Drochia                |                    |
| Strâmba                                                          |                         |                               |                    |
| Grinăuți                                                         | G79                     | Grinăuți, Rîșcani             |                    |
| Singureni                                                        | 1.148                   | Singureni, Rîșcani            |                    |
| Strâmba                                                          | 2.834                   | Corlăteni, Rîșcani            |                    |
| Strâmba-Nouă                                                     | 544                     | inclus în Corlăteni           |                    |
| Sturzești                                                        | Sturzești (incl. Odaia) | 5.374                         | Sturzovca, Glodeni |